# Update (Fernsehsendung)
Update (mit dem inoffiziellen Untertitel Das Technikmagazin) war eine deutsche Fernsehsendung, die im Jahr 2012 auf dem Fernsehsender Ebru TV (später QLAR) startete und bis zu dessen Einstellung gesendet wurde.
Update präsentierte jede Woche neue Trends aus der Welt der Computer, Tablet-Computer, Smartphones und verwandten Themenbereichen. Feste Bestandteile der Sendung sind die Vorstellung kreativer Gestaltungsmöglichkeiten dieser Technik und Interviews mit Experten und Entwicklern aus der Branche.
Seit 2013 wird Update von Patrick Dewayne moderiert.